# Indio Black, sai che ti dico: Sei un gran figlio di...
Indio Black, sai che ti dico: Sei un gran figlio di... é um filme hispano-italiano de 1970, do gênero faroeste, dirigido por Gianfranco Parolini e estrelado por Yul Brynner.
Nos Estados Unidos, o personagem Indio Black (Brynner) foi rebatizado de Sabata, personagem que, na pele de Lee van Cleef, tinha carreira bem-sucedida nas telas internacionais.

## Sinopse
No império mexicano de Maximiliano, três perseguidos pelo governo (o matador de aluguel Indio Black/Sabata, o ladrão Ballantine e o revolucionário Escudo) resolvem se unir.

## Elenco
- Yul Brynner - Sabata
- Dean Reed - Ballantine
- Ignazio Spalla - Escudo
- Gérard Herter - Coronel Skimmel
- Sal Borgese - Septiembre
- Franco Fantasia - Señor Ocaño
- Joseph P. Persaud - Gitano
- Andrea Scottia - José